# Frits Moesafirhoesein
Frits Moesafirhoesein, ook geschreven als Moesafierhoesein (25 oktober 1958 - Paramaribo, 25 februari 2017), was een Surinaamspoliticus van Hindoestaanse afkomst. Hij was van 2010 tot 2015 lid van De Nationale Assemblée (DNA) als lid van Nationale Democratische Partij (NDP).

## Biografie
Moesafirhoesein was onderwijzer van beroep en aanvankelijk actief met sport. Hij woonde eerst in Coronie en verhuisde later naar Saramacca.
Na de verkiezingen van 2010 nam hij zitting in DNA voor de NDP. In juli 2014 verkondigde hij dat hij als eenmansfractie verder wilde gaan in DNA, uit onvrede met de gang van zaken in het NDP-bestuur van Saramacca. Hier had partijleider Desi Bouterse Robby Malhoe naar voren geschoven, in weerwil van de lokale leden en met grote onrust tot gevolg. Na een gesprek met Bouterse bleef hij toch lid van de NDP-fractie en zat hij zijn termijn in DNA tot 2015 verder uit.
Volgens Clifton Koorndijk, die hem tussen de 20 tot 25 jaar heeft gekend, was Moesafirhoesein scherp, intelligent, kon hij goed organiseren en was hij recht door zee om zijn doelen te bereiken. Aan Ramdhani gaf Moesafirhoesein bij diens aantreden als districtscommissaris mee om oprechtheid hoog in het vaandel te houden, met de uitleg dat oprechtheid en eerlijkheid hemzelf altijd staande hadden gehouden. Badrisein Sital vormde een voorbeeld voor hem die hem leerde om van zijn land te houden.
In februari 2017, hij was al jaren ziek en werd gedialyseerd, overleed Moesafirhoesein op 58-jarige leeftijd.